# Döhlen (Auma-Weidatal)
Döhlen is een dorp in de Duitse Landgemeente Auma-Weidatal in het Landkreis Greiz in Thüringen. Het dorp wordt voor het eerst genoemd in een oorkonde uit 1230. Döhlen vormde samen met het buurdorp Göhren een gemeente die in 2011 opging in de landgemeente.